# Gara Onești
Gara Onești (cunoscută în trecut ca Gara Gheorghe Gheorghiu-Dej) este o stație feroviară din municipiul Onești, aflată pe magistrala M501 (Sfântu Gheorghe–Siculeni–Adjud).
Clădirea actuală a gării a fost construită în 1968 după planurile arhitectului Cosma Jurov, fiind la acea dată una dintre cele mai moderne din județul Bacău. Proiectul prevedea o gară din beton armat de proporții mari, pentru a acoperi nevoile unui nou oraș industrial, cu săli de așteptare vitrate și spațioase la etaj care deserveau și autogara și unde se adăugau spații comerciale destinate călătorilor.
Iese în evidență prin vederile la nord și la sud, prin spații deschise luminate natural, către zona industrială, zona urbană cu Piața Gării și peisajul natural.

## Istoric
Între anii 1881-1885 s-a construit calea ferată Adjud-Târgu Ocna, după planurile inginerului Anghel Saligny. Podul de fier peste râul Trotuș a fost primul pod combinat din țară, compus linie ferată și șosea. Dimensiunile structurii superioare ale podului sunt: 150 m lungime, 12,50 m lățime, din care 6 m reprezintă partea căii ferate, iar 6,50 m partea carosabilă.
Anghel Saligny a construit liniile ferate Ploiești–Predeal și Adjud–Târgu Ocna și podurile de la Urechești și Onești pe râul Trotuș și Cosmești pe râul Siret.
Din anul 1899 gara Onești a început să facă serviciu de telegraf, poștă ușoară, mandate poștale, rambursări interne și mesagerie. Pentru obliterarea corespondenței, în gara Onești s-au folosit două feluri de ștampile: o ștampilă liniară, cu cadru teșit la colțuri și o ștampilă dreptunghiulară, cu data în interiorul cadrului și inițialele C.F.R.
În 1904 Nicolae Iorga descria astfel zona: „Ești acum la Onești, un mare sat frumos, despărțit printr-o șosea, cum n-am întâlnit de mult și înviorat prin mișcarea mărfurilor ce vin de la gară.”
Între 1906–1907 societatea Foresta S.A. („Union”) finanțată de bănci române și străine a construit centrul de prelucrare al lemnului „Union” cu 24 de gatere la Scutaru și un depozit de cherestea pe 7,8 ha lângă stația CFR din Onești. Pentru transportul buștenilor și al cherestelei, societatea a construit o rețea de cale ferată îngustă cu ecartamentul de 760 mm care lega Oneștiul de Scutaru, de unde plecau ramificații spre pădure.
În anul 1917 artileria austro-ungară a executat bombardarea satului Onești, de pe dealul Coșna, distrugând gara și triajul acesteia, dar nereușind să avarieze podul de fier de peste Trotuș. Scriitorul Ioan Missir, referindu-se la Oneștiul anului 1917: „Onești. Gara, bătută de artileria inamică, se cutremură, împrăștiind din răstimp bucăți de șină cu terasament cu tot, moloz și sfărâmături de vagoane, obuzele se sparg toate în cuprinsului singurului loc de cale ferată prin care respirăm. Avioanele completează simfonia petrecută de tirul furios al bateriilor antiaeriene…”
Tot atunci aici își trimitea corespondența și locotenentul Radu Comșa, eroul romanului Întunecare (1927-1928) de Cezar Petrescu, participant la luptele de la Oituz: „Luminița avea astfel pe cineva aci, care purta grijă în fiecare zi să-i plece cartea poștală cu inscripția: «A nu se menționa data, localitatea și nimic despre mișcarea trupelor» sau plicul închis, pe care Omir avea să-l dea cuiva sigur, ca să-l pună direct la tren ori la Onești”.
În 2 februarie 1917 Alexandru D. Sturza, comandant al Diviziei 8 Infanterie, a fost decorat în gară. Patru zile mai târziu a fugit în tabăra inamică.
În același an în comună a fost înființat un spital de campanie sub înaltul îndemn al Reginei Maria a României, având două puncte de activitate: în fosta curte boierească a lui Alecu Aslan și lângă gară. La conducerea unității s-a aflat dr. Grigoriu Cristea, din Onești. Spitalul a fost foarte aglomerat cu răniți de pe frontul Oituz–Cașin și nu a putut face față victimelor epidemiei de tifos exantematic.
În 1918 Regina Maria în Jurnal de război (II). 1917–1918 a amintit de gară: „Iași, miercuri, 24 ianuarie/6 februarie 1918. La trezire m-a întâmpinat o vreme mai puțin plăcută, dar deloc rece – eram în gara din Onești. Cum primul eveniment la care urma să particip era de-abia la 11, am hotărât să întârzii micul dejun până la zece, ca să am puțin timp să scriu și să citesc în liniște, neîntreruptă, cum rar mi se întâmplă. M-am bucurat din tot sufletul de acele trei ore de pace și singurătate desăvârșită. Viața mea de regină îmi Iasă prea puțin dreptul de a-mi aparține mie însămi. La 11 m-am dus să-mi vizitez Spitalul „Regina Măria” de la Onești [...]”.

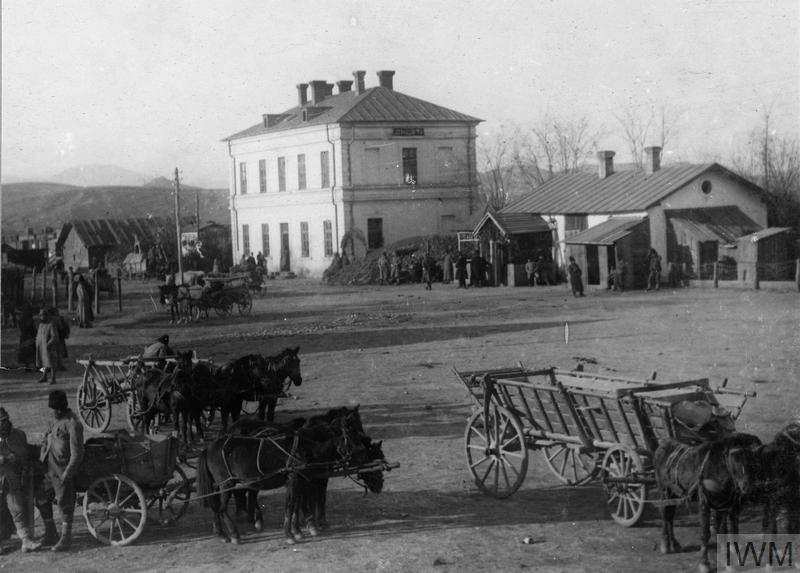
Gara Onești veche, în 1917
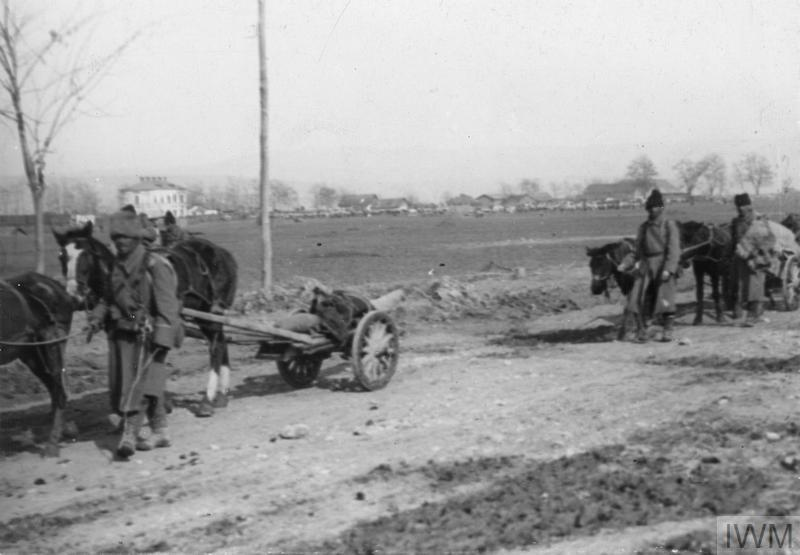
Gara veche de la depărtare, de pe actuala cale Mărășești, în 1917
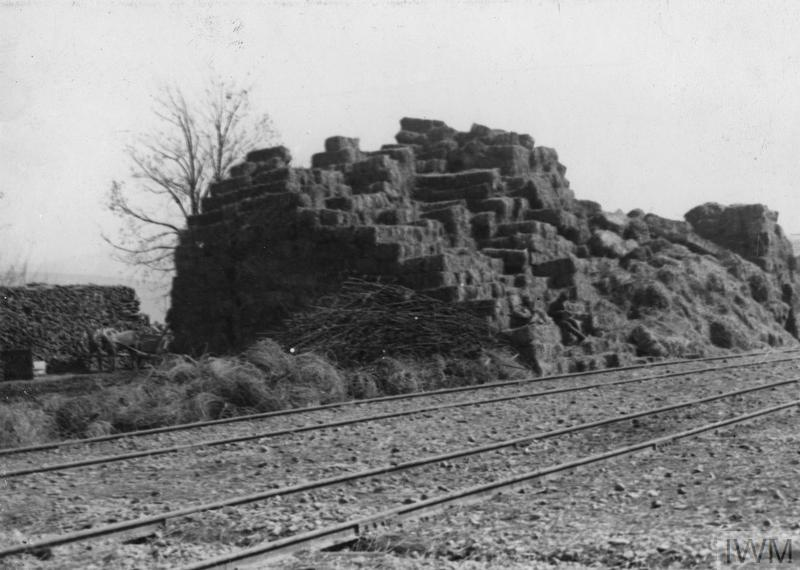
Depozitul de furaje și o parte din triaj, în 1917

În 1968 s-a dat în folosință noua gară a orașului, dotată cu instalații mai moderne, săli de așteptare mari, unități comerciale și de deservire. A fost construită din beton armat după planurile arhitectului Cosma Jurov.
În 1971 s-a electrificat tronsonul de cale ferată Adjud–Târgu Ocna, iar până în 1974 s-a avansat până la Ciceu, Harghita.
În perioada februarie 1979–mai 1982, secția Echipament fix de electrificare (IFTE) Adjud a executat în regie proprie lucrările de dublare și electrificare a tronsonului Adjud–Onești și lucrările de sistematizare și modernizare a stațiilor tehnice: Adjud, Borzești și Onești. În mai 1982 a fost pusă în funcțiune instalația BLA-BAT în tronsonul Adjud-Onești.
În 8 aprilie 1996, la propunerea Regionalei CFR Galați, direcția Generală Comercială de marfă a aprobat înființarea agențiilor comerciale de marfă din Galați, Buzău și Onești.
Clădirea se află într-o stare acceptabilă de conservare, a păstrat aspectul modernist și este întreținută.

## Trafic și trenuri personal
Traficul de persoane din gara Onești este reprezentat de un număr de 14 trenuri care deservesc zilnic stația. Majoritatea acestor trenuri o reprezintă trenurile Regio, 12 ca număr, de scurt parcurs,iar de lung parcurs,2 trenuri InterRegio.